# Winkeltalbrücke
Die Winkeltalbrücke ist eine Straßenbrücke bei Bad Lauterberg im Harz.

## Allgemeines
Die Winkeltalbrücke ist Teil der Verkehrseinheit II der Bundesstraße 243, welche als Ortsumgehung dient. Sie ist 650 Meter lang und vierspurig ausgebaut. Das standardmäßige Tempolimit beträgt 120 Km/h.

## Geschichte
Im Rahmen des Neubaus der B 243 bis August 2014 wurden u. a. die Winkeltalbrücke und ein darunterliegendes Regenrückhaltebecken errichtet. Die Eröffnung erfolgte aufgrund von Verzögerungen an anderer Stelle verspätet.
Im Jahr 2016, keine zwei Jahre nach Eröffnung der Ortsumgehung, wurden an der Winkeltalbrücke Schäden festgestellt, weswegen in Richtung Nordhausen ein Tempolimit von 60 km/h eingeführt wurde. Im Sommer 2017 wurde die Brücke in diese Fahrtrichtung sogar für einige Wochen gesperrt, um Fahrbahnschäden zu beseitigen.